# Centro de Ciencia Principia
El Centro de Ciencia «Principia» es un museo interactivo de ciencia de la ciudad andaluza de Málaga, España. Entre sus objetivos está favorecer la divulgación científica y tecnológica. Está situado en la Avenida de Luis Buñuel del distrito Palma-Palmilla, cerca del estadio La Rosaleda, la sede del Diario Sur y el Paseo de Martiricos. Todos los meses se realizan observaciones astronómicas gratuitas con previa reserva.

## Espacios expositivos
El centro está organizado en torno a cuatro espacios:

### Sala de exposiciones Tomás Hormigo
Nombrada en honor de Tomás Hormigo Rodríguez. Trata de ilustrar el fundamento de los fenómenos naturales a través de más de setenta módulos interactivos.

### Planetario
Tiene una cúpula de 5 metros de diámetro y una capacidad para 30 personas. Reproduce los cielos de cualquier parte del mundo y en cualquier época del año.

### Observatorio astronómico
Está situado en la terraza y consta de una cúpula móvil de 3,5 metros de diámetro.

### Sala Faraday
Es una sala multifuncional donde se realizan diferentes actividades como experimentos, taller de astronomía y proyecciones audiovisuales.

### Otros servicios
Además la Obra Social de Unicaja y Principia ponen a disposición del público el fondo documental del Certamen Unicaja de Cine Científico de Ronda, con más de 1.200 vídeos, a disposición de centros de enseñanza así como de módulos portátiles del «museo itinerante».